# Lenguas karbi

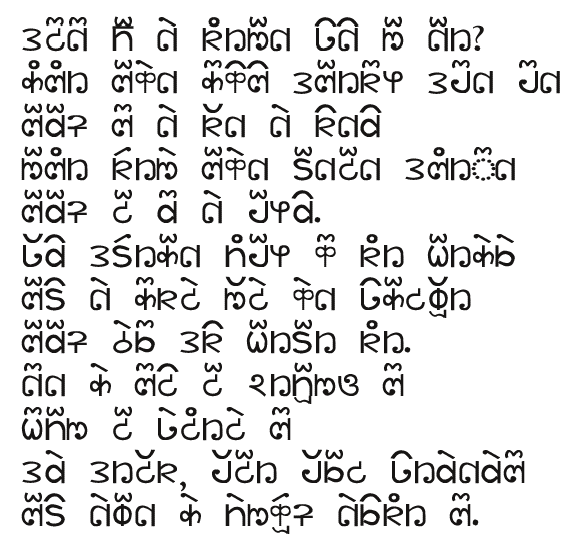
Texto de muestra de la escritura Karbi del libro ARLENG

Las lenguas karbí, también llamadas mikir o arlenga, son lenguas tibetano-birmanas habladas en la etnia karbí de Assam y Meghalaya.

## Clasificación
Su parentesco con otras lenguas de la familia es una cuestión abierta y diferentes autores, lo clasifican de diferente manera: Shafer (1974) y Bradley (1997) clasifican a estas lenguas como lenguas kuki-chin divergentes, aunque Thurgood (2003) la deja como no clasificadas dentro de la familia tibetano-birmana.
Tradicionalmente el karbí o arlenga se había agrupado dentro de las lenguas naga, pero existen muchas dudas sobre ese parentesco. La región de origen de los karbí, parece ser una región montañosa conocida como Karbi Anlong (anteriormente 'montañas Mikir’), que forma parte del estado de Assam.
Existe poca diversidad dialectal, excepto por la existencia del karbí amri, que es lo suficientemente distintivo como para ser considerado una lengua independiente, ya que no es fácilmente comprensible por los hablantes de karbí/arleng.

### Comparación léxica
Los numerales comparados en kabir, metei, lenguas naga y lenguas kuki-chin:
| GLOSA | PROTO- KUKI-CHIN | PROTO- AO | PROTO- ANG.-POCH. | PROTO- ZEME | PROTO- TANGKHUL | Meithei     | Karbi (Mikir) |
| ----- | ---------------- | --------- | ----------------- | ----------- | --------------- | ----------- | ------------- |
| '1'   | *kʰat            | *(ə-)kʰa- |                   | *kʰət       | *(a-)kʰət       | ə-mə        | isi           |
| '2'   | *hniʔ            | *ə-ni(t)  | *k-ni             | *k-ni       | *kʰ-ni          | ə-ni        | hi-ni         |
| '3'   | *tʰum            | *ə-sam    | *k-san            | *k-tʰum     | *k-tʰum         | ə-húm       | ke-tʰom       |
| '4'   | *b-li            | *b-li     | *b-di             | *mə-dai     | *b-li           | mə-ri       | pʰ-li         |
| '5'   | *b-ŋa *r-ŋa      | *b-ŋa     | *b-ŋa~ *b-ŋo      | *me-ŋai     | *b-ŋa           | mə-ŋa       | pʰo           |
| '6'   | *t-ruk *k-ruk    | *t-ruk    | *ʦ-ro             | *ʦ-ruk      | *tʰ-ruk         | tə-ruk      | tʰ-rok        |
| '7'   | *s-riʔ *s-giʔ    | *t-ni(t)  | *ʦ-ni~ *s-ni      | *ʦ-nai      | *s-ni           | tə-ret      | 6+1           |
| '8'   | *k-riat *t-riat  | *tiza     | *t-ʦa             | *ʦ-ʦat      | *t-ʦət          | ni-pan 10-2 | 10-2          |
| '9'   | *t-kua           | *t-ku     | *t-ku             | *ʦ-kiu      | *t-ko           | mə-pən 10-1 | 10-1          |
| '10'  | *sʰawm           | *tərə     | *t(i)-rə          | *k-reu      | *tʰ-ra          | təra        | kep~ kre-     |
Los guiones representan segmentaciones morfémicas introducidas para mostrar más claramente las raíces emparentadas.

## Descripción lingüística
Como la mayor parte de las etnias que pueblan las montañas del noreste de India, los karbí no poseen una escritura propia y emplean para su lengua el alfabeto latino y ocasionalmente el alfabeto asamés. Los primeros textos escritos en karbí fueron redactados por misioneros cristianos, en particular por el misioneros baptistas estadounidenses y por misioneros católicos. Los misioneros editaban un periódico en karbí llamado Birta hacia 1903. El reverendo R. E. Neighbor editó un vocabulario de la lengua (Vocabulary of English and Mikir, with Illustrative Sentences) en 1878, que puede ser considerado el primer diccionario karbi. Dardoka Perrin editó otro diccionario en 1904 y el libro de Edward Stack The Mikirs de 1908 fue una de las primeras obras etnográficas detalladas sobre este pueblo. El primer trabajo lingüístico importante fue el publicado por G. D. Walker (1925, A Dictionary of the Mikir Language) que contiene una descripción gramatical de la lengua.
Los karbís además tienen una importante tradición oral. El mosera ('rememorando el pasado') es un relato popular que describe el origen y migración de los karbis.